# Ctenus insulanus
Ctenus insulanus là một loài nhện trong họ Ctenidae.
Loài này thuộc chi Ctenus. Ctenus insulanus được Elizabeth Bangs Bryant miêu tả năm 1948.